# Victo Power
Pour les articles homonymes, voir Power.
Victo Power est un album d'humour du groupe québécois Les Chick'n Swell. Le disque, composé de sketchs et de chansons, est paru le 1er novembre 2005.
Il a reçu le Prix Félix d'album humour de l'année et le Prix Olivier d'album humour de l'année en 2006.
Le titre de l'album fait référence à Victoriaville, Québec, d'où le groupe est originaire.

## Liste des morceaux
1. Intro - :56
2. Pet pis répète - 2:02
3. Dring Dring Pow Pow - 1:33
4. Slide - 2:14
5. Dieu est vivant - 2:10
6. Maniaco-dépressif - 1:19
7. Don't Cry - 2:02
8. Le petit chaperon rouge - 2:19
9. La blonde de mon chum - 2:18
10. Victime - 2:18
11. J'ai reçu l'ours - 2:13
12. La vie est belle - 2:06
13. Alphabet - 2:18
14. Toune cachée - :28
15. Grodovskek - 1:41
16. Je me sens comme une mouche - 1:58
17. Zen où es-tu ? - 1:40
18. Cocu dans un monde effréné - 2:33
19. Changez le CD de bord - :30
20. L'Empire Belviso - 1:25
21. Le grand amour de la petite femme - 1:41
22. Le narrateur du Far-Ouest - 2:28
23. Mocassin - 1:39
24. Sifflet Garzouli - :51
25. Bric à brac - 1:04
26. L'inventeur nordique - 2:33
27. Les 2 minutes du patrimoine - 1:58
28. Chez Jean spécialiste en dentier pas cher - :24
29. Paradis - 2:03
30. Sexe sain (live aux Moquettes Coquettes) - 2:35
31. Ma tante Gervais - 2:34
32. Outro - 7:00

## Personnel
- Daniel Grenier
- Francis Cloutier
- Simon-Olivier Fecteau